# Orchestia platensis
Orchestia platensis är en kräftdjursart. Orchestia platensis ingår i släktet Orchestia och familjen tångloppor. Inga underarter finns listade i Catalogue of Life.